# Herensuge
Herensuge és un drac mític de la mitologia basca i el nom genèric per a "drac" en basc. La seva etimologia es relaciona sovint amb suge ("serp") i heren ("tercer", potser de "tres caps"). En la mitologia basca, els dracs apareixen amb moderació, de vegades amb set caps. L'herensuge també apareix sovint en forma de serp. Es creia que els set caps eren el brollador del drac Herensuge. Quan els petits dracs ja havien crescut, caurien del cap de la seva mare. Només el déu Sugaar està associat amb aquesta criatura, tot i que se l'associa més sovint amb una serp.
Una llegenda descriu un cavaller navarrès, Teodosio de Goñi, que mentre feia penitència per un doble parricidi a la serra d'Aralar rescata una dona que havia estat donada en rescat al drac. Quan el drac mossega les cadenes que li lliguen els turmells i ell no veu manera de vèncer-lo, el cavaller prega a Sant Miquel que el salvi. Al cel, l'arcàngel és notificat, però es nega a entrar en la lluita sense Déu. L'arcàngel arriba amb Déu sobre el seu cap i decapita el drac, alliberant Teodosio de les seves cadenes i acabant amb la seva penitència. La llegenda es va fer famosa arran de la inclusió dins l'obra Amaya o els bascos al segle VIII, de Navarro Villoslada.
La llegenda de Teodosio de Goñi i l'herensuge està associada al monestir de Sant Miquel d'Aralar. S'ha interpretat com una manera de justificar la ruptura amb la religió i els costums dels bascos pagans i l'adopció del cristianisme i, concretament, la veneració a Sant Miquel. En cas contrari, és molt semblant a altres llegendes europees de cavallers i dracs, que probablement hi van tenir una influència significativa.